# Streblosoma duplicata
Streblosoma duplicata är en ringmaskart som beskrevs av Anne D. Hutchings 1990. Streblosoma duplicata ingår i släktet Streblosoma och familjen Terebellidae. Inga underarter finns listade i Catalogue of Life.